# Joseph Coole

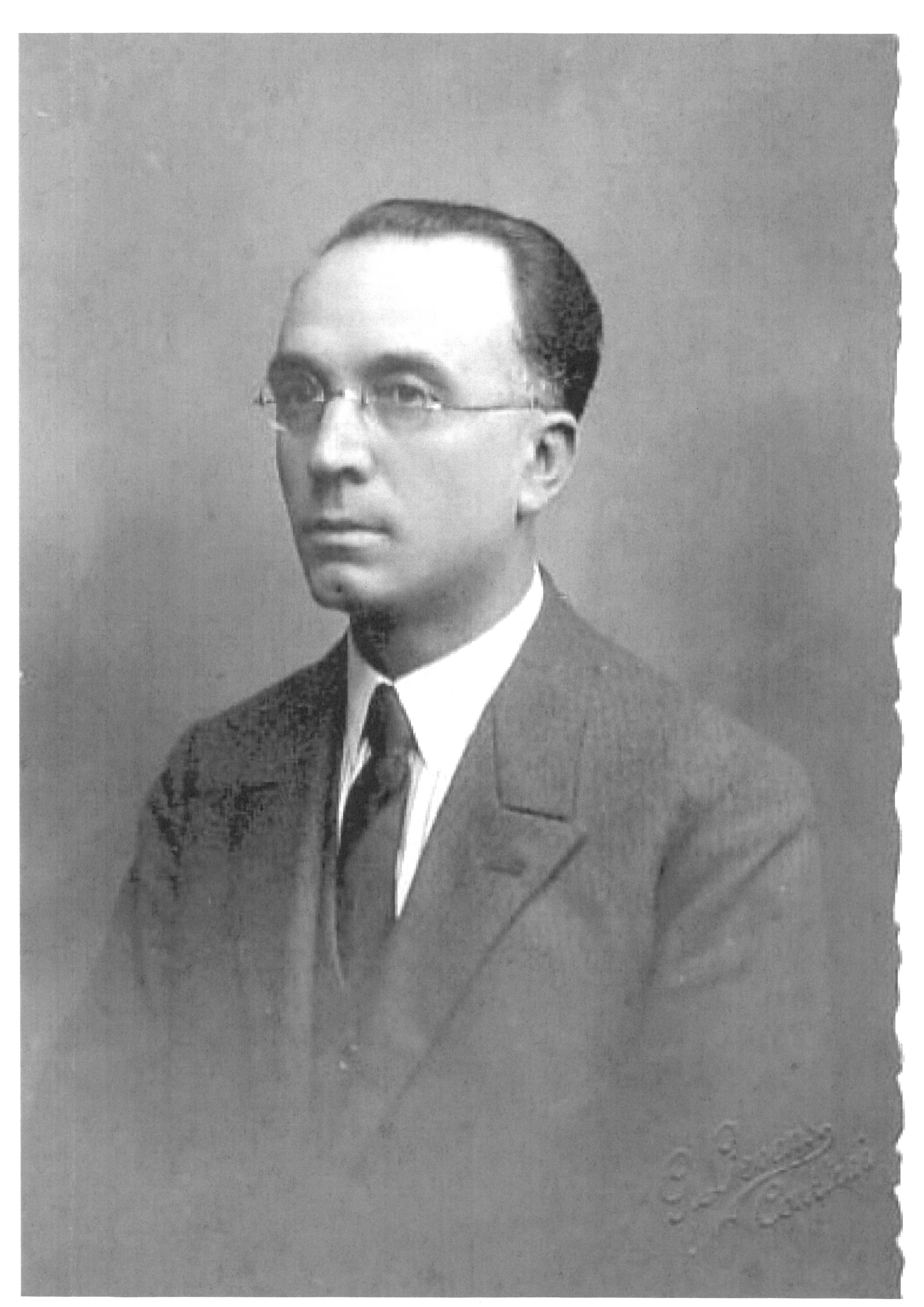
Portret Jozef Coole

Joseph Gustave Coole (Kortrijk, 27 mei 1878 - Mazamet, Frankrijk, 11 juli 1940) was een Belgisch vakbondsleider en socialistisch senator voor de Belgische Werkliedenpartij (BWP).

## Levensloop

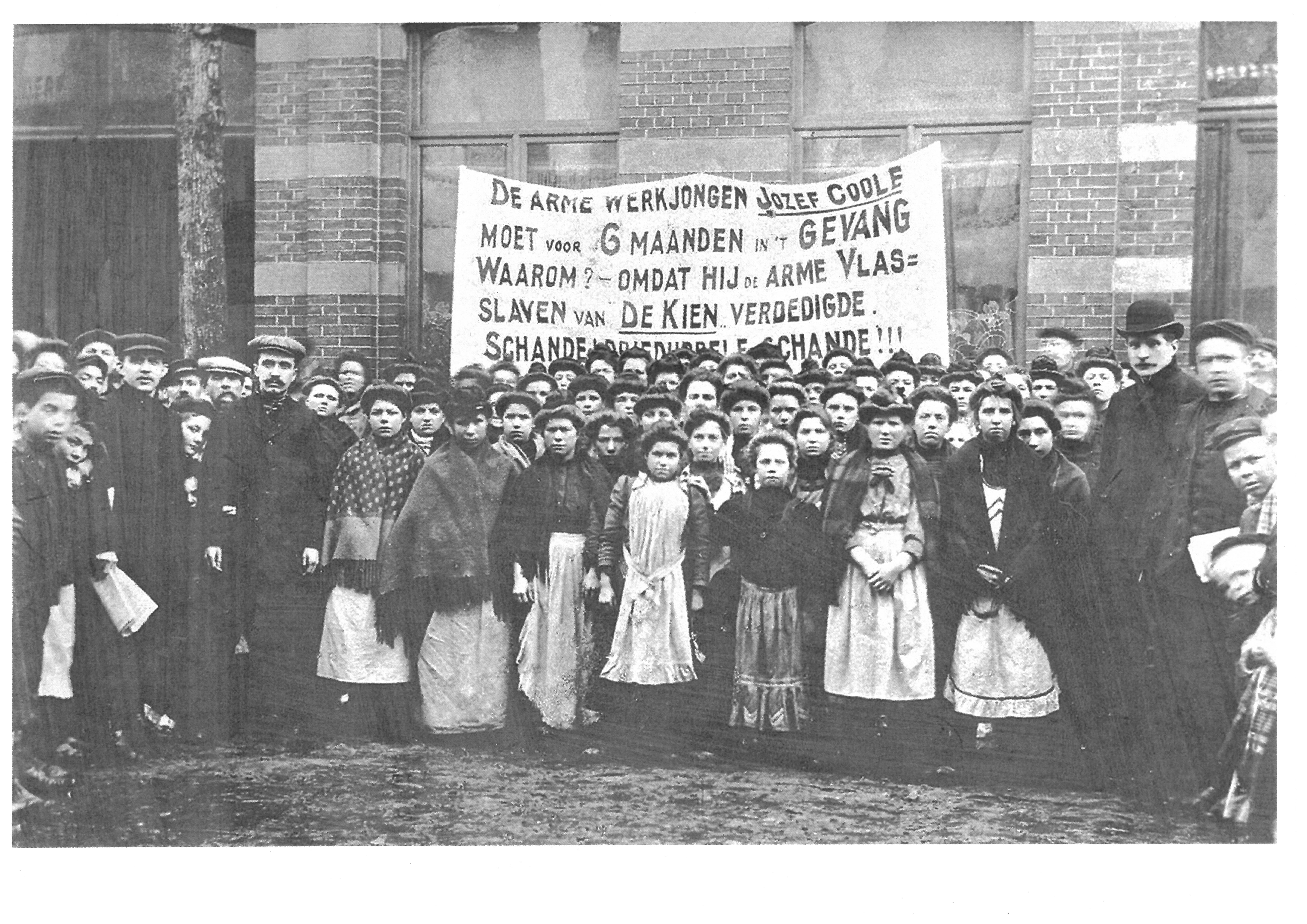
Kortrijkse textielarbeiders staken voor Jozef Coole (1908)

Coole groeide op in het Kortrijkse arbeidersmilieu en werd in 1888 op tienjarige leeftijd wees. Jozef liep school in het “Kloefkenscollege” bij de broeders, maar moest al op 12-jarige leeftijd gaan werken in de textielfabriek bij Firma De Kien. Hierdoor zag hij de werkomstandigheden van arbeiders die hem socialist hebben gemaakt. Op jonge leeftijd sloot hij zich aan bij de socialistische beweging en in 1900 werd hij secretaris van de Weversvakbond van Kortrijk. In 1906 werd hij verkozen tot secretaris van de Kortrijkse Federatie van Vakbonden.
De vakbondssecretaris Coole schreef in 1907 een artikel in Vooruit over de erbarmelijke arbeidsomstandigheden bij de textielfabriek De Kien in Kortrijk. De Kien legde klacht neer en in 1908 werd Coole veroordeeld tot zes maanden gevangenisstraf. Van maart tot september 1909 zat hij in de gevangenis. Hij onderhield regelmatige contacten met familieleden en vrienden (onder wie volksvertegenwoordiger August Debunne), evenals met socialistische organisaties die hem in die moeilijke periode moreel en financieel steunden. Bij zijn vrijlating werd hij gevierd als een martelaar.
Hij werd een leidende figuur binnen de arbeidersbeweging in het Kortrijkse. In 1921 werd hij gemeenteraadslid van Kortrijk en werd tot aan zijn dood in 1940 telkens opnieuw verkozen. Hij werd in 1922 algemeen secretaris en later voorzitter van de Federatie van Vakbonden van Midden- en Zuid-West-Vlaanderen.
Hij ontpopte zich ook in liedteksten en gedichten tijdens de periode 1917-1930. Een paar voorbeelden:
- Tentoonstelling van ratten in 't liberaal fabriek te Eeklo
- Het weezenkind van den soldaat
- Strijdlied van stakers in de fabriek van mijnheer Libeer te Meulebeke.

In 1929 werd hij voor de BWP verkozen tot lid van de Belgische Senaat voor het arrondissement Kortrijk en vervulde dit mandaat tot aan zijn dood in 1940. Binnen de BWP was hij een exponent van het groeiende Vlaamse bewustzijn en hij was eveneens initiatiefnemer van de Guldensporenvieringen in Kortrijk die vanaf 1937 door de partij gehouden werden.
In mei 1940 vluchtte hij vanwege de Tweede Wereldoorlog mee naar Frankrijk met de regering en het parlement. Hij nam nog deel aan de buitengewone zitting die in Limoges plaatsvond op 31 mei 1940, maar enkele weken later overleed hij.

## Archief
- Archief van Joseph Coole, 1907-1974, in: AMSAB Instituut voor sociale geschiedenis, Gent